# Sanjiadian
Sanjiadian (kinesiska: 三家店, 三家店镇) är en köping i Kina. Den ligger i provinsen Henan, i den centrala delen av landet, omkring 120 kilometer söder om provinshuvudstaden Zhengzhou. Antalet invånare är 33 185. Befolkningen består av 16 020 kvinnor och 17 165 män. Barn under 15 år utgör 20,0 %, vuxna 15-64 år 69 %, och äldre över 65 år 10,0 %.
Genomsnittlig årsnederbörd är 863 millimeter. Den regnigaste månaden är juli, med i genomsnitt 176 mm nederbörd, och den torraste är januari, med 7 mm nederbörd.